# Antonella Attili
Antonella Attili (*   1963 in Rom) ist eine italienische Schauspielerin.

## Leben und Karriere
Attili stand seit 1988 für über 60 Film- und Fernsehproduktionen vor der Kamera. Erste Bekanntheit erlangte sie durch ihre Nebenrolle im Film Cinema Paradiso, was zugleich ihr Filmdebüt war. Für ihren Auftritt in Prima del tramonto (1999) an der Seite von Saïd Taghmaoui war sie für das "Silberne Band" des Sindacato Nazionale Giornalisti Cinematografici Italiani als beste Nebendarstellerin nominiert. In Deutschland wurde sie vor allem als Mutter von Moritz Bleibtreu und Barnaby Metschurat in Fatih Akıns Einwanderer-Saga Solino bekannt.

## Filmografie (Auswahl)
- 1988: Cinema Paradiso (Nuovo Cinema Paradiso)
- 1990: Allen geht’s gut (Stanno tutti bene)
- 1993: Zeit des Zorns (Il lungo silenzio), Regie: Margarethe von Trotta
- 1995: Der Mann, der die Sterne macht (L’uomo delle stelle)
- 1998: Die Kinderklinik (Amico mio 2; Fernsehserie, 14 Folgen)
- 1999: Prima del tramonto
- 2000: Don Matteo (Fernsehserie, 1 Folge)
- 2001: Concorrenza sleale
- 2002: Solino
- 2008: Stilles Chaos (Caos Calmo)
- 2008–2010: Romanzo Criminale – Der Pate von Rom (Romanzo criminale; Fernsehserie, 12 Folgen)
- 2012: Ihr Name war Maria (Maria di Nazaret)
- 2013: Amiche da morire
- 2017: The Music of Silence (La musica del silenzio)
- 2017: Maria Mafiosi
- 2018–2021: Il paradiso delle signore
- 2020: Tolo Tolo